# NGC 4494
NGC 4494 is een elliptisch sterrenstelsel in het sterrenbeeld Hoofdhaar. Het hemelobject werd op 6 april 1785 ontdekt door de Duits-Britse astronoom William Herschel.

## Synoniemen
- UGC 7662
- MCG 4-30-2
- ZWG 129.5
- PGC 41441